# 馬考 (小區)
馬考（葡萄牙語：Macau）是巴西東北部北里約格朗德州中波蒂瓜爾中區的一個小區。

## 市鎮
馬考下轄以下的市鎮：
- 北圣本图
- 加利纽斯
- 瓜马雷
- 馬考
- 北凯萨拉